# Violette (Alagnon)
Die Violette (französisch: Ruisseau de Violette) ist ein kleiner Fluss in Frankreich, der in der Region Auvergne-Rhône-Alpes verläuft. Sie entspringt unter dem Namen Ruisseau de Combeneyre an der Gemeindegrenze von La Chapelle-Laurent und Lubilhac, entwässert zunächst Richtung Nordnordost, dreht dann auf Westnordwest und mündet nach rund 15 Kilometern im Gemeindegebiet von Grenier-Montgon als rechter Nebenfluss in den Alagnon. Auf ihrem Weg berührt die Violette im Quellbereich das Département Cantal und verläuft danach ausschließlich im Département Haute-Loire. In ihrem Mündungsabschnitt quert sie die Autobahn A75 sowie die Bahnstrecke Figeac–Arvant.

## Orte am Fluss
(Reihenfolge in Fließrichtung)
- Le Mirail, Gemeinde La Chapelle-Laurent
- Glaizeneuve, Gemeinde Lubilhac
- Malpeyre, Gemeinde Lubilhac
- Saint-Beauzire
- Les Martres, Gemeinde Lubilhac
- Montgon, Gemeinde Grenier-Montgon
- Grenier, Gemeinde Grenier-Montgon